# Saint-Christ-Briost
Saint-Christ-Briost est une commune française située dans le département de la Somme, en région Hauts-de-France.

## Géographie

### Localisation
La commune est un village picard situé dans la vallée de la Somme, quelques kilomètres au sud de Péronne et au nord de Nesle.
Elle est traversée dans sa pointe sud par l'autoroute A29. Elle est aisément accessible par les anciennes routes nationales RN 29 (actuelle RD 1029), RN 17 (actuelle RD 1017) et RN 37 (actuelle RD 937).

### Hydrographie

#### Réseau hydrographique
La commune est située dans le bassin Artois-Picardie. Elle est drainée par la rivière Somme, par les étangs de la Haute Somme, la Somme canalisée, l'Omignon, le ruisseau de la Fontaine des Billes, le fleuve la Somme et un autre petit cours d'eau.
La Somme est un fleuve du nord de la France, en région Hauts-de-France, qui traverse les deux départements de l'Aisne et de la Somme. Il prend sa source dans la commune de Fonsomme et se jette  dans la Manche par la baie de Somme entre Le Crotoy et Saint-Valery-sur-Somme.
Le canal de la Somme, construit entre 1770 et 1827, et mis au gabarit Freycinet en 1880, est long 170 km. Il débute à Saint-Simon où il touche au canal de Saint-Quentin et débouche dans la baie de Somme.
L'Omignon, d'une longueur de 32 km, prend sa source dans la commune de Bellenglise et se jette  dans la Somme à Brie, après avoir traversé 16 communes.
Pêche et pisciculture sont pratiqués sur les étangs et marais de la commune.

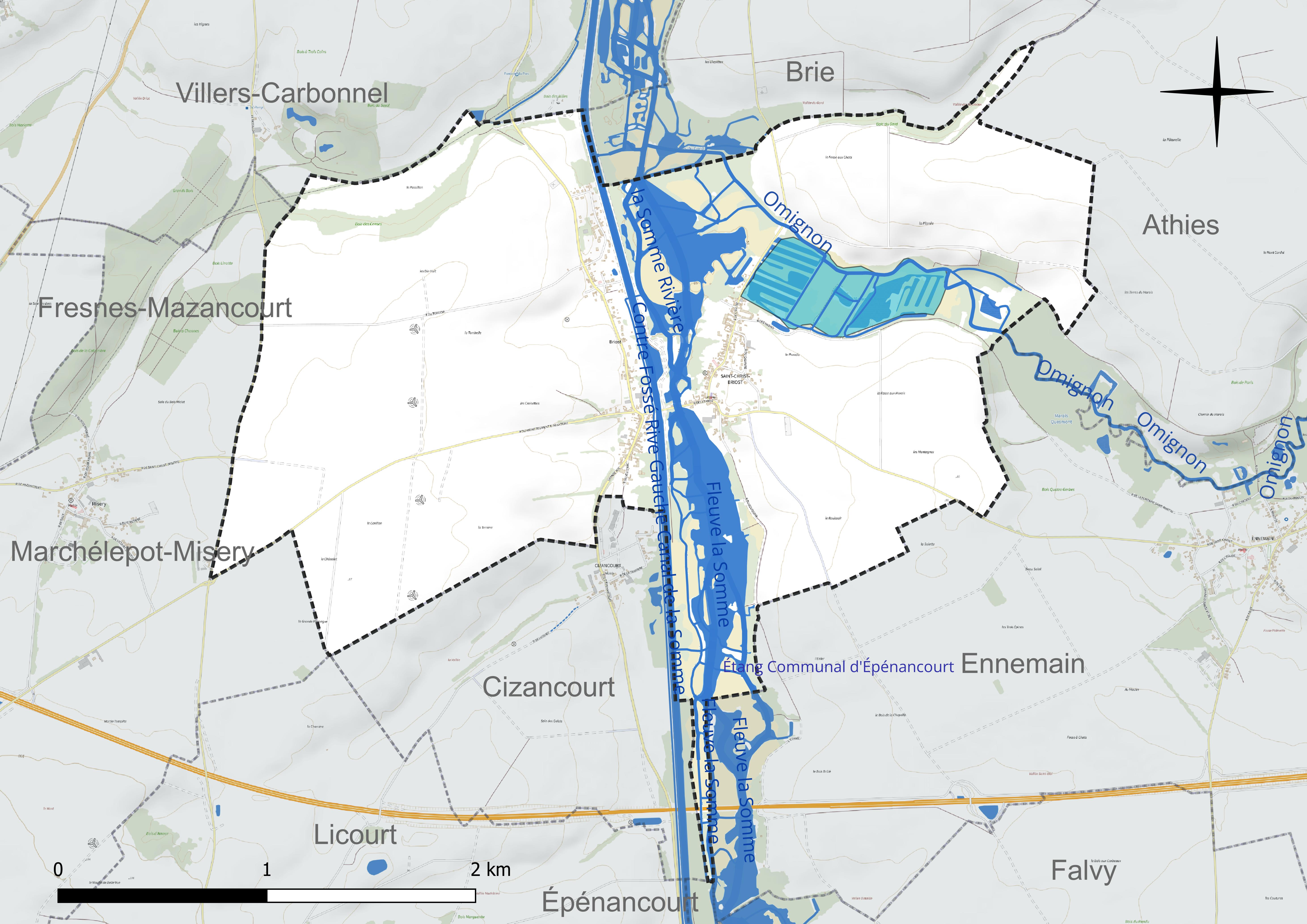
Réseau hydrographique de Saint-Christ-Briost.

#### Gestion et qualité des eaux
Le territoire communal est couvert par le schéma d'aménagement et de gestion des eaux (SAGE) « Haute Somme ». Ce document de planification concerne un territoire de 1 798 km2 de superficie, délimité par le bassin versant de la Haute Somme est constitué d'un réseau hydrographique complexe de cours d'eau, de marais, d'étangs et de canaux. Le périmètre a été arrêté le 21 avril 2006 et le SAGE proprement dit a été approuvé le 15 juin 2017. La structure porteuse de l'élaboration et de la mise en œuvre est le syndicat mixte d'aménagement hydraulique du bassin versant de la Somme (AMEVA).
La qualité des cours d'eau peut être consultée sur un site dédié géré par les agences de l'eau et l'Agence française pour la biodiversité.

### Climat
Pour des articles plus généraux, voir Climat des Hauts-de-France et Climat de la Somme.
En 2010, le climat de la commune est de type climat océanique dégradé des plaines du Centre et du Nord, selon une étude du CNRS s'appuyant sur une série de données couvrant la période 1971-2000. En 2020, Météo-France publie une typologie des climats de la France métropolitaine dans laquelle la commune est exposée à un climat océanique et est dans la région climatique Nord-est du bassin Parisien, caractérisée par un ensoleillement médiocre, une pluviométrie moyenne régulièrement répartie au cours de l'année et un hiver froid (3 °C).
Pour la période 1971-2000, la température annuelle moyenne est de 10,5 °C, avec une amplitude thermique annuelle de 14,6 °C. Le cumul annuel moyen de précipitations est de 699 mm, avec 12,2 jours de précipitations en janvier et 9 jours en juillet. Pour la période 1991-2020, la température moyenne annuelle observée sur la station météorologique la plus proche, située sur la commune d'Estrées-Mons à 6 km à vol d'oiseau, est de 11,0 °C et le cumul annuel moyen de précipitations est de 647,5 mm,. Pour l'avenir, les paramètres climatiques de la commune estimés pour 2050 selon différents scénarios d'émission de gaz à effet de serre sont consultables sur un site dédié publié par Météo-France en novembre 2022.

## Urbanisme

### Typologie
Au 1er janvier 2024, Saint-Christ-Briost est catégorisée commune rurale à habitat dispersé, selon la nouvelle grille communale de densité à sept niveaux définie par l'Insee en 2022.
Elle est située hors unité urbaine. Par ailleurs la commune fait partie de l'aire d'attraction de Péronne, dont elle est une commune de la couronne,. Cette aire, qui regroupe 52 communes, est catégorisée dans les aires de moins de 50 000 habitants,.

### Occupation des sols
L'occupation des sols de la commune, telle qu'elle ressort de la base de données européenne d'occupation biophysique des sols Corine Land Cover (CLC), est marquée par l'importance des territoires agricoles (69,7 % en 2018), une proportion sensiblement équivalente à celle de 1990 (69,8 %). La répartition détaillée en 2018 est la suivante : 
terres arables (67,1 %), eaux continentales (10,9 %), forêts (8,6 %), zones urbanisées (7 %), zones humides intérieures (3,9 %), prairies (2,7 %). L'évolution de l'occupation des sols de la commune et de ses infrastructures peut être observée sur les différentes représentations cartographiques du territoire : la carte de Cassini (XVIIIe siècle), la carte d'état-major (1820-1866) et les cartes ou photos aériennes de l'IGN pour la période actuelle (1950 à aujourd'hui).

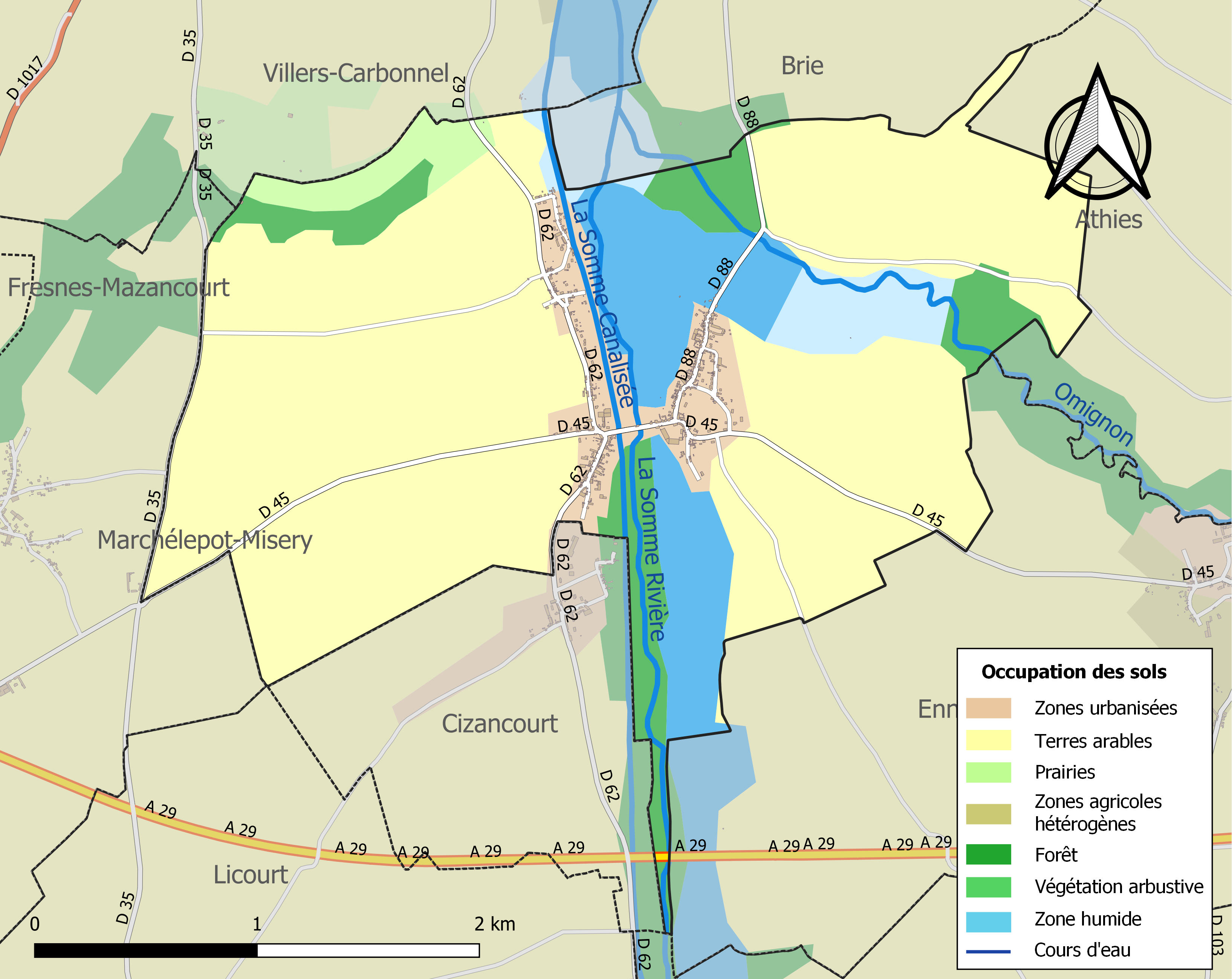
Carte des infrastructures et de l'occupation des sols de la commune en 2018 (CLC).

### Voies de communication et transports
La localité est desservie par les autocars du réseau inter-urbain Trans'80, Hauts-de-France (ligne no 51, Mesnil-Bruntel - Saint-Christ-Briost - Ham).

## Toponymie
Le nom de la localité est attesté sous les formes Nova villa (1032) ; S. Christ (1215) ; Saint Crist (1230) ; Sanctus Christus (1353) ; Saint Cry (1465) ; Chenchri (1573) ; Lenchry (1638) ; S. Chris (1710).

Le nom de Jésus apparaît très rarement en toponymie. Christ se trouve, généralement, dans des lieux-dits, le culte de saint Christ a été propagé par les Templiers et les Hospitaliers.
Briost est un ancien hameau dépendant de Saint-Christ attesté sous les formes Brios (1353) ; Brice (1353) ; Briotis (1356) ; Bryot (1567) ; Briot (1589) ; Bryotz (1591) ; Briolt (1750) ; Bryois (1761) ; Briois (1787) ; Briost (1836).

## Histoire
La commune de Saint-Christ, instituée lors de la Révolution française, absorbe en 1842 celle de Briost et devient Saint-Christ-Briost.

## Politique et administration

### Rattachements administratifs et électoraux
La commune se trouve dans l'arrondissement de Péronne du département de la Somme. Pour l'élection des députés, elle fait partie depuis 2012 de la cinquième circonscription de la Somme.
Elle faisait partie depuis 1801 du canton de Nesle. Dans le cadre du redécoupage cantonal de 2014 en France, la commune intègre le canton de Ham, dont elle est désormais membre.

### Intercommunalité
La commune  faisait partie de la communauté de communes du Pays Neslois (CCPN), créée fin 2001, et qui succédait au district de Nesle, créé par arrêté préfectoral du 22 mai 1964.
La loi portant nouvelle organisation territoriale de la République (Loi NOTRe) du 7 août 2015, prévoyant que les établissements publics de coopération intercommunale (EPCI) à fiscalité propre doivent avoir un minimum de 15 000 habitants, le schéma départemental de coopération intercommunale (SDCI) arrêté par le préfet de la Somme le 30 mars 2016 prévoit notamment la fusion des communautés de communes du Pays Hamois et celle du Pays Neslois, afin de constituer une intercommunalité de 42 communes groupant 20 822 habitants, et précise qu'il « s'agit d'un bassin de vie cohérent dans lequel existent déjà des migrations pendulaires entre Ham et Nesle. Ainsi Ham offre des équipements culturels, scolaires et sportifs (médiathèque et auditorium de musique de grande capacité, lycée professionnel, complexe nautique), tandis que Nesle est la commune d'accueil de grandes entreprises de l'agroalimentaire ainsi que de leurs sous-traitants ».
La fusion intervient le 1er janvier 2017 et la nouvelle structure, dont la commune fait désormais partie, prend le nom de communauté de communes de l'Est de la Somme,.

### Politique locale
Les élections municipales du 23 mars 2014 ont été annulées par le tribunal administratif d'Amiens le 20 mai 2014,, en raison de dysfonctionnements du bureau de vote. En conséquence, le préfet de la Somme a nommé le 11 juillet 2014 une délégation spéciale qui a administré la commune jusqu'à l'élection d'un nouveau maire. De nouvelles élections municipales sont organisées les 14 et 21 septembre 2014,. Le 14 septembre, la liste de Francis Archintini est réélue et il redevient maire. Toutefois, la délégation spéciale préfectorale ayant constaté de graves irrégularités de la gestion de Francis Archantini et l'existence d'une dette de 917 087 € extrêmement importante pour une commune de cette taille, la sous-préfecture estime un délit pénal caractérisé et en informe le procureur de la République.
Après sa mise en examen pour faux, usage de faux, abus de confiance et favoritisme, et son placement en détention provisoire, Francis Archantini a démissionné de son mandat de maire de Saint-Christ-Briost et de président du Syndicat Intercommunal Scolaire (SISCO) le 22 avril 2015. Son ancien premier-adjoint, Pierre Hondermarck, a été élu maire le 30 avril 2015 pour la fin de la mandature. Il s'est fixé comme objectif de restaurer les finances communales.

### Liste des maires
| Période                                  | Période                      | Identité           | Étiquette | Qualité        |
| ---------------------------------------- | ---------------------------- | ------------------ | --------- | -------------- |
| Les données manquantes sont à compléter. |                              |                    |           |                |
| avant 1988                               |                              | Yves Boulanger     |           |                |
| Les données manquantes sont à compléter. |                              |                    |           |                |
| mars 2001                                | 22 avril 2015,               | Francis Archintini | EXD       | Démissionnaire |
| 30 avril 2015,                           | juillet 2020                 | Pierre Hondermarck |           |                |
| juillet 2020                             | En cours (au 8 octobre 2020) | Joël Bellard       |           |                |

## Population et société

### Démographie
L'évolution du nombre d'habitants est connue à travers les recensements de la population effectués dans la commune depuis 1793. Pour les communes de moins de 10 000 habitants, une enquête de recensement portant sur toute la population est réalisée tous les cinq ans, les populations de référence des années intermédiaires étant quant à elles estimées par interpolation ou extrapolation. Pour la commune, le premier recensement exhaustif entrant dans le cadre du nouveau dispositif a été réalisé en 2004.

En 2022, la commune comptait 429 habitants, en évolution de −2,28 % par rapport à 2016 (Somme : −1,26 %, France hors Mayotte : +2,11 %).
| 1793 | 1800 | 1806 | 1821 | 1831 | 1836 | 1841 | 1846 | 1851 |
| ---- | ---- | ---- | ---- | ---- | ---- | ---- | ---- | ---- |
| 312  | 293  | 340  | 402  | 426  | 415  | 586  | 608  | 581  |

| 1856 | 1861 | 1866 | 1872 | 1876 | 1881 | 1886 | 1891 | 1896 |
| ---- | ---- | ---- | ---- | ---- | ---- | ---- | ---- | ---- |
| 566  | 600  | 554  | 550  | 565  | 544  | 517  | 522  | 527  |

| 1901 | 1906 | 1911 | 1921 | 1926 | 1931 | 1936 | 1946 | 1954 |
| ---- | ---- | ---- | ---- | ---- | ---- | ---- | ---- | ---- |
| 505  | 517  | 491  | 399  | 478  | 438  | 435  | 425  | 420  |

| 1962 | 1968 | 1975 | 1982 | 1990 | 1999 | 2004 | 2006 | 2009 |
| ---- | ---- | ---- | ---- | ---- | ---- | ---- | ---- | ---- |
| 351  | 337  | 341  | 360  | 404  | 408  | 433  | 430  | 461  |

| 2014 | 2019 | 2022 | - | - | - | - | - | - |
| ---- | ---- | ---- | - | - | - | - | - | - |
| 443  | 432  | 429  | - | - | - | - | - | - |

### Enseignement
Les communes de Saint-Christ, Épénancourt et Cizancourt se sont associées au sein d'un regroupement pédagogique intercommunal (RPI) pour scolariser les enfants, de la maternelle au CM2. Dans le village, sont accueillis les élèves de maternelle et ceux du CE2-CM1-CM2. Du CP au CE2, les enfants se rendent à Épénancourt.
Le Sisco des Étangs de la Haute-Somme assure la gestion financière.

### Activités sportives
Comme pour d'autres communes de l'Est du département, le jeu de longue paume est encore pratiqué par les sportifs locaux. Des rencontres sont organisées avec les équipes des villages voisins.

## Culture locale et patrimoine

### Lieux et monuments
- Église Notre-Dame-de-la-Nativité (Briost) - Dès 1103, la charte de Baudry parle de l'autel et de l'église de cette paroisse. La chapelle de Briost serait un ex-voto de l'un des barons de Briost, pour remercier la Sainte Vierge de ne pas s'être noyé dans la Somme. Cet élégant édifice[45],[46] dont on a supprimé quelques parties semble se rapporter à l'architecture de la fin du XIVe siècle. Elle remplacerait une église plus ancienne.

Elle est sous le vocable de la Nativité de la Vierge Marie.
En grande partie épargnée par la guerre, restaurée en 1925, elle est classée aux monuments historiques.
En comparant les cartes postales anciennes et les photos récentes, on peut voir qu'une travée supplémentaire a été réhabilitée. Une première implantation d'une église, se fait dans le cadre de l'installation du prieuré Saint-Christ qui serait antérieur à l'an 1073 par l'abbaye Notre-Dame de Jouarre, prieuré qui donnera plus tard son nom au village.
- Église Sainte-Jules - Une charte de Baudry, évêque de Noyon, parle de la chapelle - église du prieuré - « altare de Nova-villa cum capella », autel de Nova Villa avec sa chapelle.

L'église a pour vocable Sainte-Jules.
L'église d'origine était celle de l'ancien village de Villa Nova, et datait du XIIe siècle. Elle était ornée d'une tour, avec des meurtrières, chargée de défendre le passage de la Somme.
Les différentes restaurations, surtout celles de 1750 et 1766 ont fait disparaitre la presque totalité des constructions primitives. Il ne reste que le portail et la tour flanquée d'une tourelle.
Minée et détruite par les Allemands en 1916, elle fut reconstruite dans l'entre deux guerres, à quelques centaines de mètres de l'ancienne.
- Chapelle Notre-Dame.

La construction primitive par Jehan de Roie dont c'est la sépulture est datée autour de 1260. Son style ogival primitif est très rare dans l'est du département. L'édifice est classée Monument Historique le 23 mars 1922. Son cimetière est aussi classé le 18 août 1926.

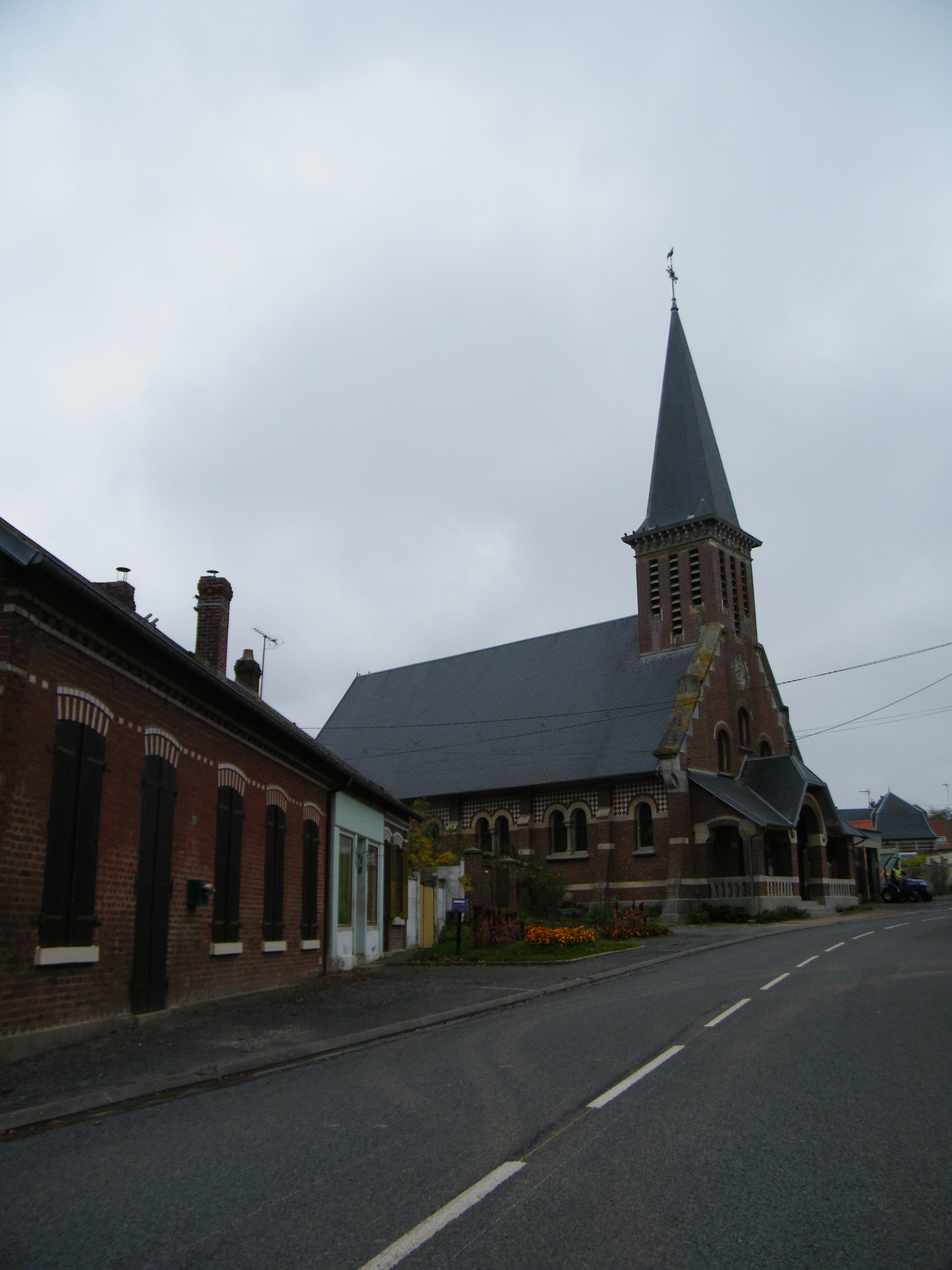
L'église Sainte-Jules.
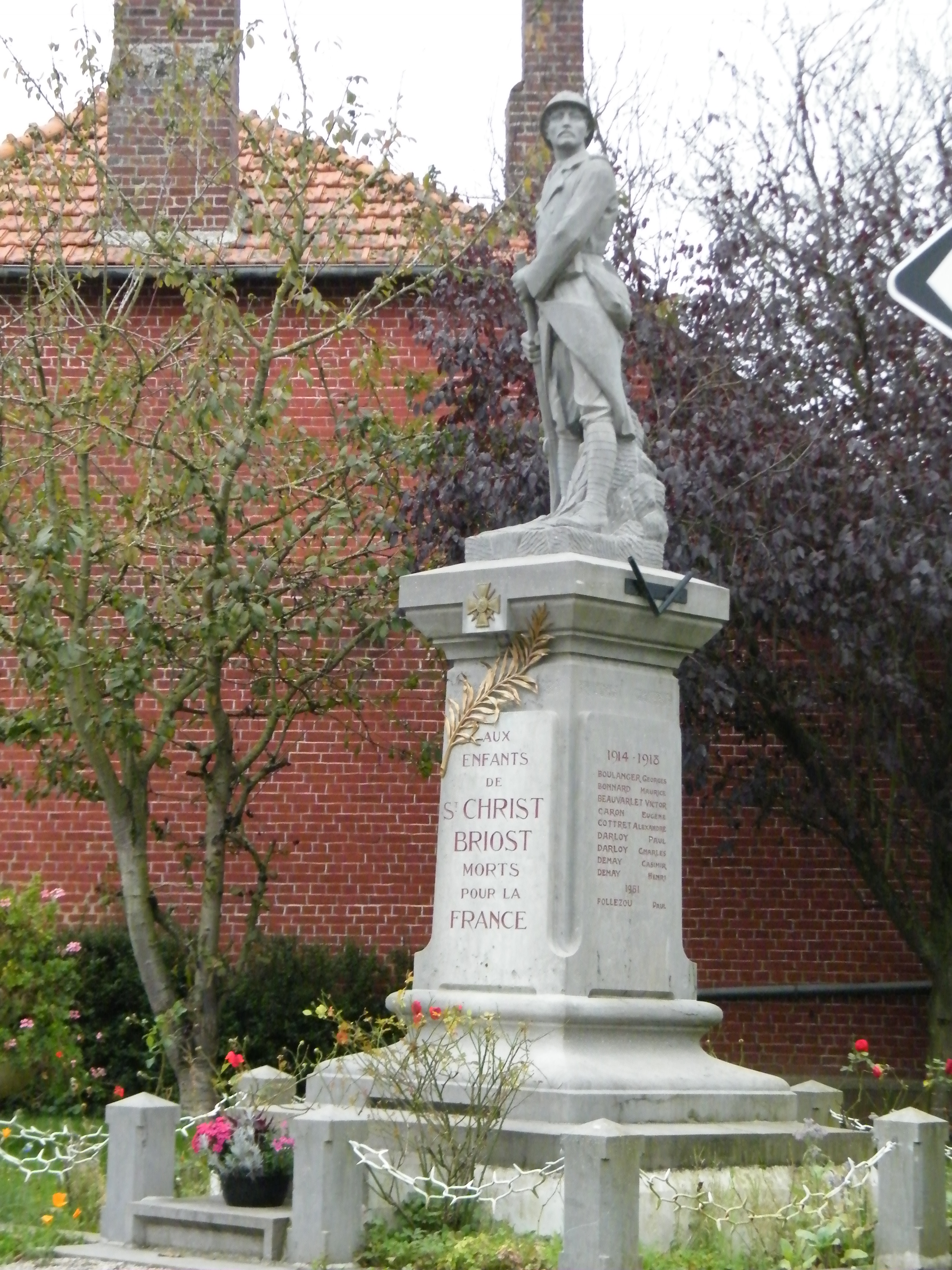
Le monument aux morts.
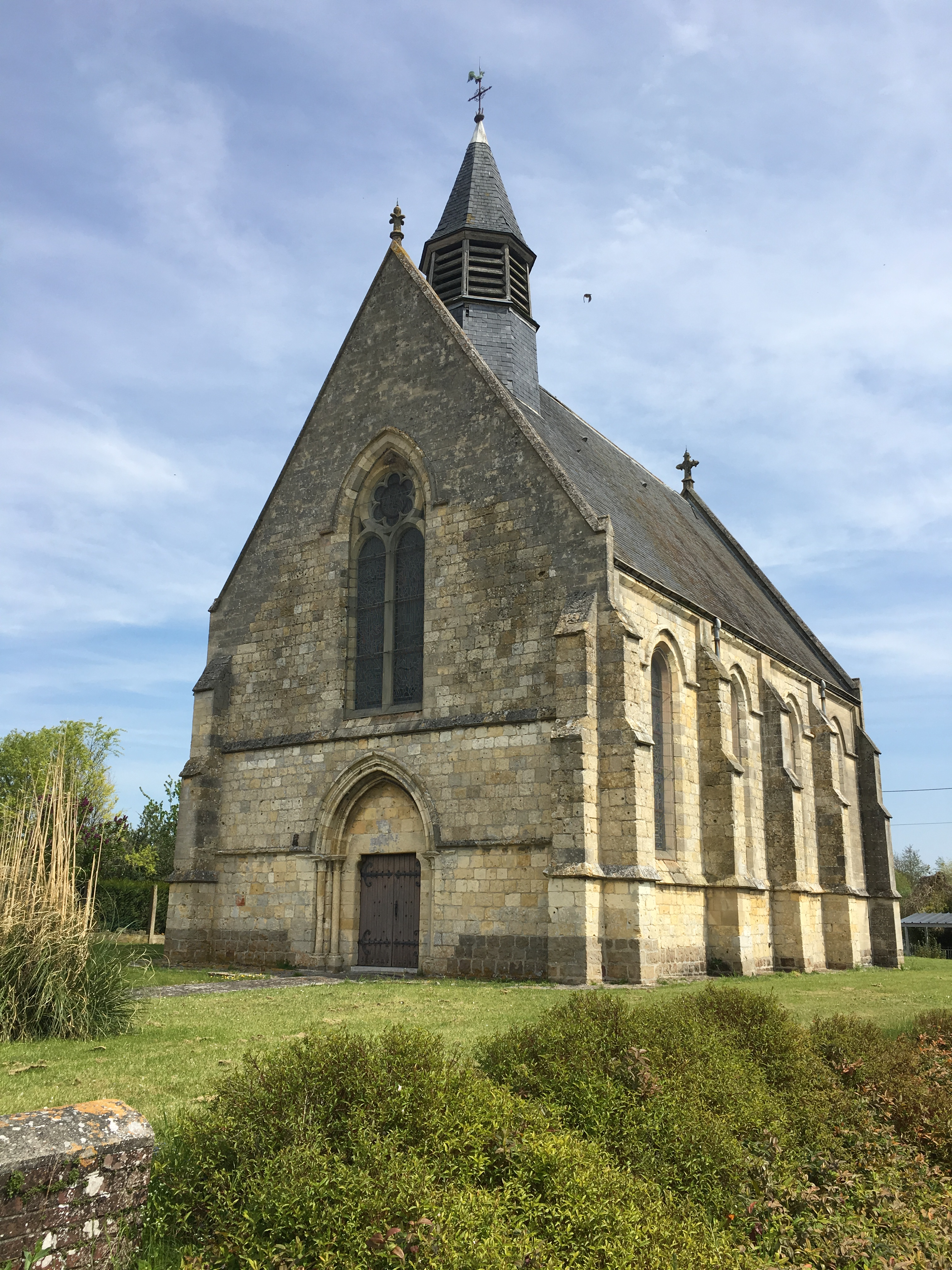
La chapelle Notre-Dame.

### Personnalités liées à la commune
Pierre Richard est venu pêcher à Saint-Christ où son père possédait une hutte de chasse dans le marais.